# WE League Cup
La WE League Cup  (WEリーグカップ?), così indicata internazionalmente in lingua inglese, è la coppa di lega destinata a squadre di club giapponesi di calcio femminile, torneo che si affianca alla classica Coppa dell'Imperatrice. Alla competizione partecipano le squadre iscritte alla Women Empowerment League, massima serie del campionato giapponese femminile di calcio.
Istituita nel 2022, ha avuto la sua stagione inaugurale nell'edizione 2022-2023, vinta dal Urawa Reds davanti al pubblico dell'Ajinomoto Field Nishigaoka.

## Storia
Prima della stagione inaugurale della WE League (2021-22), è stata giocata una competizione pre-stagionale con un formato simile a quello attuale,  anche se quel titolo era un'amichevole, è stato deciso che dalla stagione successiva (2022-23) sarebbe stata giocata annualmente come una competizione ufficiale. La prima coppa è stata giocata tra agosto e ottobre 2022, conquistata dal Urawa Reds davanti ai 3 546 spettatori dell'Ajinomoto Field Nishigaoka di Kita, Tokio, dopo aver sconfitto ai calci di rigore le avversarie del Tokyo Verdy Beleza.

## Formula
I 12 club partecipanti sono divisi in due gruppi di sei squadre, chiamati rispettivamente Gruppo A e Gruppo B, e giocano una singola partita di girone all'italiana, con le prime classificate di ogni gruppo che avanzano alla finale per il titolo.

## Lista delle finali
| Anno      | Vincitori                  | Risultato        | Avversari          | Stadio                                                    |
| --------- | -------------------------- | ---------------- | ------------------ | --------------------------------------------------------- |
| 2022-2023 | Urawa Reds                 | 3-3 (d.c.r. 4-2) | Tokyo Verdy Beleza | Ajinomoto Field Nishigaoka, Kita, Tokio Spettatori: 3 546 |
| 2023-2024 | Sanfrecce Hiroshima Regina | 0-0 (d.c.r. 4-2) | Albirex Niigata    | Todoroki Athletics Stadium, Kawasaki Spettatori: 6 261    |

## Albo d'oro
- 2022-2023  Urawa Reds (1)
- 2023-2024  Sanfrecce Hiroshima Regina (1)